# Parepalpus constans
Parepalpus constans là một loài ruồi trong họ Tachinidae.